# Petnjica
Petnjica (montenegrinisch-kyrillisch Петњица) ist ein Ort in Montenegro (Region Sandžak) und Zentrum der gleichnamigen Gemeinde. Er liegt in den Bergen nordöstlich von Berane am Bach Popča.
Den Status einer eigenständigen Gemeinde erhielt Petnjica am 28. Mai 2013, zuvor hatte es diesen bereits von 1945 bis 1957 inne, bevor die Siedlung Teil der Gemeinde Berane wurde.
2011 belief sich die Einwohnerzahl des Ortes auf 565. Der Großteil der Bevölkerung definiert sich als Bosniaken (421 Personen) beziehungsweise Ethnische Muslime (91 Personen).